# Krankenhaus Buchholz
Das Krankenhaus Buchholz in der Nordheide ist ein Akutkrankenhaus in öffentlicher Trägerschaft mit 304 Betten in Buchholz in der Nordheide im niedersächsischen Landkreis Harburg. Es ist akademisches Lehrkrankenhaus der Universität Hamburg und der polnischen Universität Rzeszow. Primärer Versorgungsbereich ist der westliche Landkreis Harburg mit ca. 255.000 Menschen. Es ist außerdem Betreiber des Rettungsdienstes in den Gemeinden Winsen, Salzhausen, Hanstedt und Elbmarsch.

## Geschichte
Hervorgegangen ist das Krankenhaus aus einem ehemaligen Lazarett an der Hamburger Straße. An seinem heutigen parkähnlich angelegten Standort am Rande des Buchholzer Stadtwalds wurde das Krankenhaus Buchholz vom Verein zur Errichtung evangelischer Krankenhäuser gegründet, die Grundsteinlegung erfolgte 1954. Am 1. Juli 1958 übernahm der Landkreis Harburg die Klinik in kommunale Trägerschaft. Von 1963 bis 1969 wurde das Krankenhaus erheblich umgebaut und von 220 auf 407 Betten erweitert. Im Jahre 1985 konnte ein neues Bettenhaus in Betrieb genommen werden. 1989 wurde das Eingangsgebäude neu gebaut, 1993/94 folgte der Neubau der Krankenpflegeschule. Am 31. August 1999 erfolgte durch den Landkreis der Zusammenschluss mit dem Krankenhaus Winsen in Winsen (Luhe) in einer gemeinsamen Trägergesellschaft. Sitz der Krankenhaus Buchholz und Winsen gemeinnützige GmbH ist Winsen. 2015 wurde die Urologische Abteilung des insolventen Krankenhaus Salzhausen übernommen. 2018 wurde die neue Gesundheitsfachschule eröffnet. Zwei Jahre später wurde ein neuer Hubschrauberlandeplatz gebaut. Die seit Jahren stattfindenden erheblichen Modernisierungs- und Neubauarbeiten, die im Rahmen eines Masterplans 2030 vom Land Niedersachsen gefördert werden, sollen bis zum Jahr 2030 in einen über einhundert Millionen Euro teuren kompletten Neubau des Krankenhauses münden.
Um die beiden vergleichsweise kleinen Krankenhäuser Buchholz und Winsen zukunftssicher und wirtschaftlich aufzustellen, wird angestrebt, sie zu einem virtuellen Krankenhaus zusammenzuschließen.

## Struktur
Das Krankenhaus ist als Plankrankenhaus mit 304 Planbetten in den niedersächsischen Krankenhausplan aufgenommen. Zusammen mit dem Krankenhaus Winsen  gehört es zum Elbe-Heide-Krankenhausverbund, dem außerdem noch das Heidekreis-Klinikum, die Elbe Kliniken Stade-Buxtehude mit der OsteMed-Klinik Bremervörde sowie das Städtische Klinikum Lüneburg angehören.
Das Krankenhaus bildet aus zum Gesundheits- und Krankenpfleger, Operationstechnischen Assistenten und Physiotherapeuten.
Außerdem betreibt das Krankenhaus durch seine Tochter Gesundheitszentrum Salzhausen gGmbH unter dem Namen Rettungsdienst im Landkreis Harburg von den Rettungswachen Winsen (Luhe), Marschacht-Eichholz, Salzhausen und Garlstorf aus die Notfallrettung und den qualifizierten Krankentransport im östlichen und südlichen Landkreis Harburg.

## Fachgebiete
- Allgemein-, Visceral- und Gefäßchirurgie
- Neurologie
- Anästhesiologie und Intensivmedizin
- Gynäkologie und Geburtshilfe
- Hals-Nasen-Ohren-Heilkunde
- Innere Medizin
- Kardiologie
- Radiologie und Nuklearmedizin
- Unfallchirurgie und Orthopädische Chirurgie
- Strahlentherapie
- Hand- und Wiederherstellungschirurgie
- Orthopädie
- Urologie

Spezialgebiete sind das von der DKG zertifizierte Darmzentrum sowie das Brust-, Gelenk- und Onkologische-Zentrum.
Für die Strahlentherapie werden am Standort Buchholz zwei Linearbeschleuniger betrieben.
Des Weiteren stehen mit einer Stroke-Unit sowie einer Chest-Pain-Unit besondere Plätze für die Behandlung von Schlaganfällen und Herzinfarkten für den gesamten Landkreis Harburg und die nördliche Lüneburger Heide zur Verfügung.
2019 wurden im Krankenhaus Buchholz 17.763 Patienten stationär und über 40.000 ambulant behandelt.

## Kooperationspartner
- Medizinisches Versorgungszentrum Buchholz (MVZ)[9]
- Heidekreis-Klinikum
- Elbekliniken Stade-Buxtehude
- Städtisches Klinikum Lüneburg
- Psychiatrische Klinik Lüneburg
- Waldklinik Jesteburg, Zentrum für Rehabilitation
- Ästhetik Klinik GmbH
- Hospiz Nordheide
- Albertinen Krankenhaus Hamburg, Herz-Zentrum
- Universitätsklinikum Hamburg-Eppendorf (UKE)
- Universität Rzeszow
- Hochschule 21, Buxtehude
- Ev. Krankenhaus Ginsterhof, Psychosomatische Klinik Rosengarten
- Nieren- und Herzdruckzentrum Süderelbe
- Mammographie Screening Programm